# 天孝德
天孝德，位於江苏省昆山市周庄镇城隍埭，坐西向东，前临南北市河，背接后港，是一处昆山市文物保护单位。现为民间收藏馆。

## 历史
天孝德始建于明崇祯年间，1992年辟为天孝德民间收藏馆，收藏周边长江三角洲地区旧物20万件，年代跨度由新石器时代至民国，包括明清家具、瓷器、玉器等。展馆共七进，房屋50余间，占地1000余平方米。陈设保持明代风格。

## 保护
2009年9月，天孝德公布为第四批昆山市文物保护单位。